# Philenora nudaridia
Philenora nudaridia är en fjärilsart som beskrevs av George Francis Hampson 1900. Philenora nudaridia ingår i släktet Philenora och familjen björnspinnare. Inga underarter finns listade i Catalogue of Life.